# Koroivos B.C.
El ASA Koroivos Amaliadas es un club de baloncesto profesional de la ciudad de Amaliada, que milita en la A2 Ethniki, la segunda categoría del baloncesto griego. Disputa sus partidos en el Amaliada Indoor Hall, con capacidad para 2000 espectadores.

## Historia
Parent Athletic Club Koroivos fue fundado en 1982, y la sección de baloncesto del club fue fundado en 1983. En 2010, se fusionó con Xanthi, ganando los derechos ese club, y también ocupó su lugar en la A2 Ethniki durante la temporada 2010-11. Koroivos ocupó también el lugar de AEK Atenas en la A2 Ethniki durante la temporada 2012-13.
Koroivos terminó en segundo lugar en la A2 Ethniki en la temporada 2013-14, después de que Sakis Karidas metió un triple sobre la bocina contra Kavala en la penúltima jornada de liga, ganando así por 58-57. Al quedar segundos el club ascendió a la A1 Ethniki por primera vez en la temporada 2014-15 .

## Posiciones en Liga
- 1995 - (B1)
- 2008 - (1-D)
- 2009 - (5-C)
- 2010 - (2-C)
- 2011 - (15-A2)
- 2012 - (5-B)
- 2013 - (4-A2)
- 2014 - (2-A2)
- 2015 - (8-A1)

## Palmarés
- Subcampeón de la A2 Ethniki: 1

2014
- Subcampeón de la C Division Grupo I Sur: 1

2010

## Jugadores destacados
| - Tasos Charismidis - Georgios Galiotos - Michalis Giannakidis - Sotiris Gioulekas - Nikos Kaklamanos | - Andreas Kanonidis - Sakis Karidas - Petros Noeas - Nikos Pettas - Branislav Tomic | - Guillem Rubio - Fedor Dmitriev - Timothy Bowers - Dwayne Davis - Darrius Garrett | - Robert Lowery - Josh Magette - Saša Vasiljević - Rawle Marshall - Larry Turner |